# Giuseppe Romita

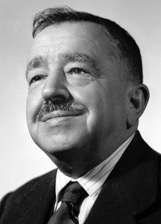
Giuseppe Romita

Giuseppe Romita (* 7. Januar 1887 in Tortona, Provinz Alessandria; † 15. März 1958 in Rom) war ein italienischer Politiker der Partito Socialista Italiano PSI, der Partito Socialista Italiano di Unità Proletaria (PSIUP), der Partito Socialista Unitario (PSU) sowie später der Partito Socialista Democratico Italiano (PSDI), der sowohl Mitglied der Abgeordnetenkammer als auch des Senats war. Er war mehrmals Minister in verschiedenen Regierungen, darunter von 1945 bis 1946 Innenminister, sowie 1952 Vorsitzender der PSDI.

## Leben
Giuseppe Romita absolvierte ein Studium der Ingenieurwissenschaften und war danach als Ingenieur tätig. Er wurde im Königreich Italien am 1. Dezember 1919 erstmals Mitglied der Abgeordnetenkammer (Camera dei deputati) und gehörte dieser bis zum 9. November 1926 an. Während der faschistischen Diktatur Benito Mussolinis wurde er mehrmals verhaftet. 1942 löste er Giuseppe Saragat, Oddino Morgari und Angelo Tasca als Sekretär der Partito Socialista Italiano PSI ab und bekleidete diese Funktion ein Jahr lang bis zu seiner Ablösung durch Pietro Nenni 1943.
Nach Ende des Zweiten Weltkrieges übernahm Romita im Kabinett Parri vom 21. Juni 1945 bis zum 8. Dezember 1945 erstmals das Amt des Ministers für öffentliche Arbeiten (Ministro dei Lavori Pubblici). Im darauf folgenden Kabinett De Gasperi I übernahm er am 10. Dezember 1945 das Amt des Innenministers (Ministro dell’Interno) und bekleidete dieses bis zum 13. Juli 1946. Während seiner Amtszeit wurde im Innenministerium der Nachrichtendienst SIS (Servizio Informazioni Speciali) gegründet, in dem überwiegend ehemalige Mitarbeiter der Geheimpolizei OVRA tätig waren. Bei den Parlamentswahlen in Italien 1946 wurde er im Wahlkreis Cuneo zum Mitglied der Verfassunggebenden Versammlung gewählt und gehörte dieser bis zum 31. Januar 1948 an. Im Kabinett De Gasperi II bekleidete er zwischen dem 13. Juli 1946 und dem 2. Februar 1947 abermals das Amt als Minister für öffentliche Arbeiten und übernahm im darauf folgenden Kabinett Kabinett De Gasperi III vom 2. Februar bis zum 31. Mai 1947 den Posten als Minister für Arbeit und Soziales (Ministro del Lavoro e della Previdenza sociale).
Bei den Wahlen vom 18. April 1948 wurde Giuseppe Romita zum Mitglied des Senats (Senato della Repubblica) gewählt, dem er bis zum 24. Juni 1953 angehörte. Ende 1949 verließ er die PSI und bildete zunächst die Movimento Socialista Autonomista MSA, die sich aber bald darauf im Dezember 1949 mit den aus der Partito Socialista dei Lavoratori Italiani PSLI ausgetretenen Politikern Giuseppe Faravelli, Ugo Guido Mondolfo und Mario Zagari zur Partito Socialista Unitario (PSU) zusammenschloss. Am 1. Mai 1950 fusionierte diese Partei mit der Partito Socialista dei Lavoratori Italiani (PSLI) und nahm den Namen Partito Socialista–Sezione Italiana dell’Internazionale Socialista (PS-SIIS) an, der am 7. Januar 1952 auf Partito Socialista Democratico Italiano (PSDI) abgeändert wurde. Im März 1952 löste er Ezio Vigorelli als Vorsitzender der PSDI (Segretari) ab und hatte diese Funktion bis Oktober 1952 inne, woraufhin Giuseppe Saragat seine Nachfolge antrat.
Romita wurde bei den Wahlen vom 7. Juni 1953 für die PSDI im Wahlkreis Cuneo abermals zum Mitglied der Abgeordnetenkammer gewählt, der er bis zu seinem Tode am 15. März 1958 angehörte. Er übernahm am 10. Februar 1954 im Kabinett Scelba erneut das Amt des Ministers für öffentliche Arbeiten, welches er zwischen dem 6. Juli 1955 und dem 19. Mai 1957 auch im darauf folgenden Kabinett Segni I bekleidete.
Sein Sohn war der Politiker Pier Luigi Romita, der ebenfalls Mitglied der Abgeordnetenkammer, mehrmals Minister sowie zwischen 1976 und 1978 auch Vorsitzender der PSDI war.